# Shaun Ross
Pour les articles homonymes, voir Ross.
 (juin 2017).
Si vous disposez d'ouvrages ou d'articles de référence ou si vous connaissez des sites web de qualité traitant du thème abordé ici, merci de compléter l'article en donnant les références utiles à sa vérifiabilité et en les liant à la section « Notes et références ».
Shaun Ross est un mannequin afro-américain, né le 10 mai 1981 à New York. Il est aussi acteur et danseur amateur. Il est atteint d'albinisme.

## Carrière
Shaun Ross est né dans le Bronx.
Il a joué dans un court métrage de Yoann Lemoine Lights qui a gagné un premier prix dans un concours commandité par Vogue Italia.
Il est apparu dans le clip de Katy Perry, pour sa chanson E.T., dans le clip du groupe américain Gold Fields pour leur chanson Dark Again et dans le court métrage de Lana Del Rey nommé Tropico.
Il apparait également dans plusieurs épisode d’American Horror Story : Coven et sa suite American Horror Story : Apocalypse dans le clip de Beyoncé, Pretty Hurts, ainsi que dans la série The Man In The High Castle (saison 1 épisode 3).
Il a fait une brève apparition dans le clip de Charli XCX "boys" (à 1:08)
Il est le mannequin de la pub Axe.

## Référence
1. ↑  « yoannlemoine.com/lights-%E2%80… »(Archive.org • Wikiwix • Archive.is • Google • Que faire ?).